# Martin Carthy
Martin Dominic Forbes Carthy (21 de mayo de 1941) es un cantante y guitarrista de folk británico que ha seguido siendo una de las figuras más influyentes de la música tradicional británica, inspirando a contemporáneos como Bob Dylan y Paul Simon, y a artistas posteriores como Richard Thompson, desde que surgió como joven músico en los primeros tiempos del renacimiento del folk.

## Primeros años
Nacido en Hatfield, Hertfordshire, Reino Unido, y crecido en Hampstead, al noroeste de Londres. Su madre fue militante socialista y su padre, procedente de una familia de faroleros del Támesis, fue a la escuela y se convirtió en sindicalista y concejal de Stepney a los 21 años. El padre de Martin había tocado el violín y la guitarra de joven, pero Martin no fue consciente de esta conexión con su herencia musical folclórica hasta mucho más tarde. Su formación vocal y musical comenzó cuando se convirtió en corista en la Capilla del Savoy. Cogió la vieja guitarra de su padre por primera vez tras escuchar "Rock Island Line" de Lonnie Donegan. Sus primeras influencias en la música folk fueron Big Bill Broonzy y el estilo de guitarra sincopado de Elizabeth Cotten. Carthy actuó por primera vez como profesional a los 16 años en The Loft, un café bar de Primrose Gardens. Aunque su padre quería que fuera a la universidad a estudiar clásicas, Carthy dejó la escuela a los 17 años y trabajó entre bastidores como apuntador en el teatro al aire libre de Regent's Park, luego como ayudante del director de escena (ASM) en una gira de La viuda alegre, y después en el Theatre in the Round de Scarborough.

## Carrera musical
A principios de los años sesenta fue residente del club folclórico The Troubadour, en Earls Court, después de que su amigo Robin Hall le convenciera para que lo visitara y escuchara al gaitero Seamus Ennis. En 1961 se unió a Redd Sullivan's Thameside Four como guitarrista y cantante de skiffle.
Carthy ha relatado cómo una visita al club Ballads & Blues de Ewan MacColl para ver a su amigo Roy Guest, escuchando la interpretación de Lofty Tall Ship por Sam Larner, se alteró su percepción de cómo podía cantarse una canción folclórica tradicional, lo que significó un momento clave en su desarrollo como artista.
Cuando el cantante estadounidense Bob Dylan llegó a Londres por primera vez en 1962 para actuar en Madhouse on Castle Street, visitó a Martin Carthy en The Troubadour, The King & Queen y The Singers Club. Aprendió de Carthy la canción tradicional Scarborough Fair, que más tarde convirtió en su propia canción, Girl from the North Country.
Interpreta sobre todo en solitario canciones tradicionales con un estilo muy característico, acompañándose de su guitarra acústica Martin 000-18; su estilo se caracteriza por el uso de afinaciones alternativas (sobre todo CGCDGA), y un estilo de picado fuertemente percusivo que enfatiza la melodía.
En 1964, Carthy se unió a Marian Mackenzie, Ralph Trainer y Leon Rosselson en el grupo The Three City Four. El grupo se concentró en canciones contemporáneas, incluidas algunas del propio Rosselson, y grabó dos álbumes: el primero para Decca Records y un segundo, "Smoke and Dust (Where the Heart Should Have Been)", para CBS. El debut homónimo de 1965, The Three City Four, incluía a Carthy como voz principal en dos temas: "Telephone Song" de Sydney Carter y "History Lesson" del propio Rosselson. Roy Bailey sustituyó a Carthy cuando éste dejó el grupo.
El primer álbum en solitario de Carthy, Martin Carthy, se publicó en 1965, y también contó con la participación de Dave Swarbrick tocando el violín en algunos temas, aunque no se le menciona en las notas de la carátula del álbum. El arreglo de Carthy de la balada tradicional "Scarborough Fair" fue adaptado, sin reconocimiento, por Paul Simon en la grabación del álbum de Simon and Garfunkel Parsley, Sage, Rosemary and Thyme en 1966. Esto provocó un distanciamiento entre ambos que no se resolvió hasta que Simon invitó a Carthy a cantar la canción con él en el escenario del Hammersmith Apollo en 2000.

### Colaboraciones
También ha participado en muchas colaboraciones musicales. Ha cantado con The Watersons desde 1972; fue miembro en dos ocasiones del grupo de folk-rock británico Steeleye Span; fue miembro de la formación Albion Country Band 1973, con miembros de la familia Fairport Convention y John Kirkpatrick, que grabó el álbum Battle of the Field; y formó parte del innovador conjunto Brass Monkey, que mezclaba una serie de instrumentos de metal con la guitarra y la mandolina de Carthy y el acordeón, el melodeón y la concertina de John Kirkpatrick. Carthy también fue miembro de The Imagined Village en sus tres álbumes de 2007 a 2012.
Durante muchos años, Carthy disfrutó de una asociación creativa con el violinista Dave Swarbrick; más recientemente, Waterson:Carthy ha proporcionado el foro para su exitosa asociación musical con su esposa Norma Waterson y su hija Eliza Carthy.

## Premios y distinciones
En junio de 1998 fue nombrado MBE en el Queen's Birthday Honours. Fue nombrado cantante folclórico del año en los BBC Radio 2 Folk Awards en 2002, y de nuevo en 2005, cuando también ganó el premio al mejor tema tradicional por Famous Flower of Serving-Men. En los Premios Folk de 2007, Martin Carthy y Dave Swarbrick ganaron el premio al mejor dúo. En 2008 fue nombrado miembro honorario de la Universidad de Central Lancashire. En 2014 fue galardonado con el premio Lifetime achievement en los BBC Radio 2 Folk Awards.